# Standard BRT
Lo standard BRT è uno strumento valutativo per i corridoi di Bus Rapid Transit nel mondo, basato sulle buone pratiche internazionali.
Lo Standard stabilisce e definisce una definizione comune per il sistema BRT e identifica le migliori pratiche ed anche un sistema a punteggio per permettere ai corridoi BRT di essere valutati e riconosciuti per i loro aspetti progettuali e manageriali di qualità.

## Definizione di BRT
Lo standard BRT va a specificare un "livello standard minimo" di servizio, identificando diversi elementi di progettazione che devono essere presenti affinché la linea possa essere catalogata come BRT. Per ogni elemento, viene identificata una buona pratica, e un sistema di valutazione che permette di definire se sia stata raggiunta la qualità prevista (del tutto o parzialmente)..

### Caratteristiche di base
- Corsie preferenziali – è importantissimo che ai bus siano garantite corsie dedicate, per evitare che essi vengano bloccati dal traffico. La delimitazione e segnalazione di tali corsie può essere di varia natura (ad esempio pitture pavimentali, coni stradali, spartitraffico o altri elementi rialzati). Si possono implementare anche delimitazioni "virtuali", come ad esempio un sistema di controllo basato su telecamere.
- Allineamento della corsia – le corsie devono presentare un numero molto limitato di intersezioni, e dovrebbero essere disposte in maniera da garantire una circolazione più agevole (può essere utile disporle verso il centro della strada nei tratti senza fermate, mentre parallelamente al marciapiede in prossimità di esse).
- Acquisto dei biglietti a terra – non dev'essere consentito l'acquisto di titoli di viaggio a bordo, ma devono essere presenti dei sistemi a terra di verifica dell'acquisto, ad esempio dei tornelli. Questa caratteristica permette di ridurre i tempi di fermata, poiché i passeggeri possono salire da tutte le porte anziché solo da quella anteriore. Il miglioramento dei tempi di percorrenza permette inoltre di ridurre il numero di bus necessari per il servizio di una data linea: se i bus perdono meno tempo fermi a bordo strada, faranno molto prima ad arrivare al capolinea e tornare indietro.
- Gestione degli incroci – i bus devono avere la precedenza. Negli incroci regolati da semaforo, è necessario fare in modo che il bus ottenga sempre la luce verde, e che non debba rallentare a causa di veicoli in svolta (per questo motivo la svolta può essere vietata quando porta ad attraversare le corsie preferenziali).
- Salita a bordo a filo piattaforma – ridurre il distacco tra la piattaforma d'imbarco e il pianale del bus accelera i tempi di salita. L'assenza di scalini o intercapedini inoltre migliora la sicurezza dei passeggeri. Per tenere lo stacco al di sotto dei 5 cm è possibile utilizzare sistemi a guide ottica o magnetica in prossimità delle piattaforme, oppure marciapiedi profilati in maniera speciale per permettere l'allineamento degli pneumatici.

## Attribuzione dei punteggi
La valutazione si divide in diverse macro-sezioni:

### BRT Basics(38 punti)
- Corsia preferenziale (8)
- Allineamento della corsia (8)
- Acquisto dei biglietti a terra (8)
- Gestione degli incroci (7 punti)
- Salita a bordo a filo piattaforma (7 punti)

### Pianificazione del servizio (19 punti)
- Linee multiple (4 punti)
- Diversificazione del servizio, ossia la presenza di corse veloci, limitate e locali (3 punti)
- Presenza di un "centro di controllo" (3 punti)
- Posizionamento su una delle dieci direttrici più trafficate (2 punti)
- Offerta ottimizzata sulla base della domanda (3 punti)
- Connessioni tra direttrici diverse (2 punti)
- Operatività di notte e nei festivi (2 punti)

### Infrastruttura (13 punti)
- Corsie di sorpasso in corrispondenza delle stazioni (3 punti)
- Riduzione delle emissioni dei bus (3 punti)
- Stazioni lontane dagli incroci (3 punti)
- Stazioni vicine al centro (2 punti)
- Qualità della pavimentazione (2 punti)

### Interfaccia bus-stazione (10 punti)
- Sicurezza e comfort delle operazioni di salita/discesa (3 punti)
- Numero di porte sui bus (3 punti)
- Corsie di canalizzazione e sottofermate all'interno delle stazioni più frequentate (1 punto)
- Distanza tra stazioni (2 punti)
- Presenza di porte scorrevoli alle stazioni (1 punto)

### Comunicazione (5 punti)
- Modelli di branding (3 punti)
- Informazione e comunicazione ai passeggeri (2 punti)

### Integrazione e accesso (15 punti)
- Interscambio con altre modalità di trasporto (3 punti)
- Parcheggi per biciclette nelle stazioni (2 punti)
- Corsie ciclabili nelle stazioni (2 punti)
- Integrazione con bike sharing (1 punto)
- Sicurezza e accessibilità ai pedoni (3 punti)
- Accessibilità (3 punti)

### Decurtazioni
Ai punteggi appena esposti possono essere decurtati fino a un massimo di 63 punti nel caso la qualità servizio sia inficiata da condizioni quali il sovraffollamento, una velocità media troppo ridotta, manutenzione carente o portata massima al di sotto delle aspettative.

## Livelli di servizio
Secondo lo standard, tutti i corridoi BRT devono soddisfare i seguenti requisiti minimi per poter essere considerati tali:
- Essere lunghi almeno 3 km
- Avere almeno 4 punti per l'allineamento della corsia
- Avere almeno 4 punti per la corsia preferenziale
- Avere un punteggio minimo di 20/38 nella sezione "Basics"

I corridoi BRT che raggiungono un punteggio di 85/100 ottengono la valutazione Oro, mentre le soglie per Argento e Bronzo sono rispettivamente di 70 e 55 punti.

## Classifica dei corridoi BRT
| Città             | Nazione               | sistema BRT: Corridi | Classifica |
| ----------------- | --------------------- | --- | ---------- |
| Guangzhou         | Cina                  | GBRT: Zhongshan Avenue | Oro        |
| Yichang           | Cina                  | Yichang BRT Management Company: Dongshan Avenue, Yiling District                                                                                               | Oro        |
| Bogotà            | Colombia              | Transmilenio: Americas, Calle 80, Calle 26, NQS (Norte-Quito-Sur), SUBA, El Dorado                                                                             | Oro        |
| Curitiba          | Brasile               | Rede Integrada de Transporte: Linha Verde | Oro        |
| Rio de Janeiro    | Brasile               | TransOeste, Transcarioca | Oro        |
| Lima              | Perù                  | Metropolitano | Oro        |
| Guadalajara       | Messico               | Macrobús | Oro        |
| Medellín          | Colombia              | Metroplús | Oro        |
| Belo Horizonte    | Brasile               | MOVE: Cristiano Machado | Oro        |
| Albuquerque       | Stati Uniti d'America | Albuquerque Rapid Transit | Oro        |
| Hartford          | Stati Uniti d'America | Connecticut Transit: CTfastrak | Argento    |
| Lanzhou           | Cina                  | LBRT: Anning Road | Argento    |
| Brisbane          | Australia             | Brisbane BRT: South East Busway | Argento    |
| Bogotà            | Colombia              | TransMilenio: Autonorte and Caracas | Argento    |
| Pereira           | Colombia              | Megabús | Argento    |
| Barranquilla      | Colombia              | TransMetro | Argento    |
| Cali              | Colombia              | MIO | Argento    |
| Curitiba          | Brasile               | Rede Integrada de Transporte: Corridor North, Corridor South, Corridor East, Corridor West, and Corridor Boqueirão                                             | Argento    |
| San Paolo         | Brasile               | Expresso Tiradentes | Argento    |
| Città del Messico | Messico               | Metrobús: Linea 1, Linea 2, e Linea 3 | Argento    |
| Città del Messico | Messico               | Mexibús | Argento    |
| Leon              | Messico               | Optibus | Argento    |
| Quito             | Ecuador               | MetrobusQ: Ecovia, Trolebus, and Central-Norte | Argento    |
| Johannesburg      | Sudafrica             | Rea Vaya Phase 1A | Argento    |
| Rouen             | Francia               | TEOR: Line 1, Line 2, and Line 3 | Argento    |
| Cleveland         | Stati Uniti d'America | Greater Cleveland Regional Transit Authority: HealthLine | Argento    |
| Ahmedabad         | India                 | Janmarg: Narol-Naroda and RTO-Maninagar | Argento    |
| Giacarta          | Indonesia             | TransJakarta: Corridor 1 (Blok M to Kota Station) | Argento    |
| Belo Horizonte    | Brasile               | MOVE: Antônio Carlos | Argento    |
| Rio de Janeiro    | Brasile               | Transolímpica | Argento    |
| Uberlândia        | Brasile               | Estrutural Sudeste | Argento    |
| Uberaba           | Brasile               | Vetor Leste-Oeste | Argento    |
| Buenos Aires      | Argentina             | Metrobus | Bronzo     |
| Guayaquil         | Ecuador               | Guayaquil BRT: Guasmo-Río Daule and Bastión-Centro | Bronzo     |
| San Paolo         | Brasile               | Corredor Metropolitano, São Mateus – Jabaquara (ABD) | Bronzo     |
| Los Angeles       | Stati Uniti d'America | Los Angeles County Metropolitan Transportation Authority: Orange Line                                                                                          | Bronzo     |
| Eugene            | Stati Uniti d'America | Lane Transit District: Emerald Express Green Line | Bronzo     |
| Pittsburgh        | Stati Uniti d'America | Port Authority of Allegheny County: Martin Luther King Jr. East Busway                                                                                         | Bronzo     |
| Las Vegas         | Stati Uniti d'America | Regional Transportation Commission of Southern Nevada: Strip & Downtown Express (may be shut down)                                                             | Bronzo     |
| Nantes            | Francia               | Semitan: Busway de Nantes (Linea 4) | Bronzo     |
| Cambridge         | Regno Unito           | The Busway: Route A | Bronzo     |
| Ottawa, Ontario   | Canada                | OC Transpo: Transitway | Bronzo     |
| Pechino           | Cina                  | Beijing BRT: Line 1: Nanzhongzhou, Line 2: Chaoyang Road, Line 3: Anding Road, Line 4: Rucheng Road – Fushi Road                                               | Bronzo     |
| Changzhou         | Cina                  | Changzhou BRT: Tongijang Road – Laodong Road – Lanling Road – Wuji Road – Mingxin Road (North-South), Huaide Road – Yanling Road – Dongfangxi Road (East-West) | Bronzo     |
| Jinan             | Cina                  | Jinan BRT: Lishan Road, Second Ring Road East, Aoti Middle Road, Beiyuan Elevated Road (East West)                                                             | Bronzo     |
| Città del Messico | Messico               | Metrobús: Line 4 | Bronzo     |
| Città del Capo    | Sudafrica             | MyCiTi: Phase 1A | Bronzo     |
| Brasilia          | Brasile               | Expresso DF Sul | Bronzo     |
| Goiânia           | Brasile               | Eixo Anhanguera | Bronzo     |
| Kuala Lumpur      | Malaysia              | Rapid KL: BRT Sunway Line | Bronze     |

Nota: Se un sistema di transito è nominato, ma nessuna specifica linea o corridoio, l'intero sistema è implementato con tecnologia BRT.